# Ейнджълс енд Еъруейвс
Angels and Airwaves е група, основана от китариста и вокал на blink-182 Том Делонг. Заедно с китариста на Hazen Street и Box Car Racer Дейвид Кенеди, бившия баскитарист на The Distillers Райън Син и барабаниста на The Offspring Атом Уилиард. Съгласно отдела за патенти и марки в САЩ, Том Делонг е лицензирал името на групата Angels and Airwaves като търговски продукт по време на 24 юни 2005 година, което е само 4 месеца след официалната раздяла на blink-182. Дебютният им албум We Don't Need to Whisper ще бъде пуснат на 23 май според твърдение на Делонг. Първият сингъл Valkyrie Missile е планиран да бъде пуснат март или април. Том Делонг твърди, че новият му прокт ще свири. Ще бъде много по-въздействаща, емоционална и мелодична от тази на Box Car Racer и blink взети заедно.

## Членове на групата
- Том Делонг – китарист и вокалист (бивш член на blink-182 and Box Car Racer)
- Дейвид Кенеди – китарист (бивш член на Box Car Racer and Hazen Street)
- Атом Уилиард – барабани (барабанист наThe Offspring, предишен член на The Special Goodness, Rocket From The Crypt, American Hi-Fi, Melissa Auf Der Maur, Moth и Alkaline Trio)
- Мат Уочтър – Бас китарист, бивш член на 30 Seconds to Mars.

## Бивши членове на групата
- Райън Син – бас китара (бивш член на The Distillers), заместен от Мат Уотчър през април 2007.